# Prayer (玉置成实单曲)
《Prayer》是2003年11月12日所发售的玉置成实的第3支单曲。发售商为Sony Music Records。
本单曲是玉置成实子出道以后所发售的单曲中唯一全曲均没有进行商業搭配的单曲。

## 収録曲
1. Prayer（作詞:西尾佐荣子/作曲:大谷靖夫/編曲:HΛL）
2. real dreaM（作詞:渡辺なつみ/作曲:ジョーイ・カーボーン、杰夫·卡拉瑟斯/編曲: 斋藤真也）
3. NEVER STOP MY HEART -君という奇蹟に-（作詞・作曲:BOUNCEBACK/編曲: 前嶋康明&BOUNCEBACK）
4. Prayer (instrumental)